# Tom i Jerry: Ràpids i peluts
Tom i Jerry: Ràpids i peluts  (títol original: Tom and Jerry: The Fast and the Furry) és una pel·lícula estatunidenca d'animació de Bill Kopp, estrenada el 2005. Ha estat doblada al català.

## Argument
Tom i Jerry s'han quedat sense casa i decideixen participar en un programa de tele-realitat, el primer premi del qual serà una casa: "Fabulous Super Race", un reality xou de la TV on el gran premi és una enorme mansió. Es tracta d'una cursa a través del món amb candidats sense escrúpols. Cadascú pel seu costat, construeixen un cotxe a partir de peces trobades en una deixalleria. Els candidats són els següents: Steed, Grammy, Gorthan, Soccer Mom i el doctor professor així com Tom i Jerry .. Les trapelleries de Tom i Jerry són la gran sensació del concurs i les carreres són cada vegada més i més divertides.

## Repartiment (veus originals)
- Jeff Bennett: Steed
- Charlie Adler: Grammy
- John DiMaggio: JW / Spike
- Jess Harnell: Buzz Blister / El director
- Tom Kenny: Gorthan / Whale
- Bill Kopp: Tom / Frank
- Tress MacNeille: Soccer Mom / Lady / Tour Girl
- Rob Paulsen: Irving / Dave
- Billy West: Biff Buzzard / Squirty / El president de Hollywood
- J. Grant Albrecht: Pallasso / El vigilant
- Thom Pinto: L'ordinador / El guarda
- Neil Ross: Doctor Professor / El director
- Renna Nightingale: Lauren